# Injonction interlocutoire
Une injonction interlocutoire est un ordre d'un tribunal visant à obliger une personne à faire ou ne pas faire quelque chose en l'attente du jugement final. L'effet de l'injonction varie beaucoup et peut avoir une portée très grande. Par exemple, dans le cas Tremblay v Daigle [1989] 2 S.C.R. 530, M. Tremblay a obtenu une injonction empêchant Mme Daigle de se faire avorter avant le jugement. 

## Par pays

### Canada

#### Québec

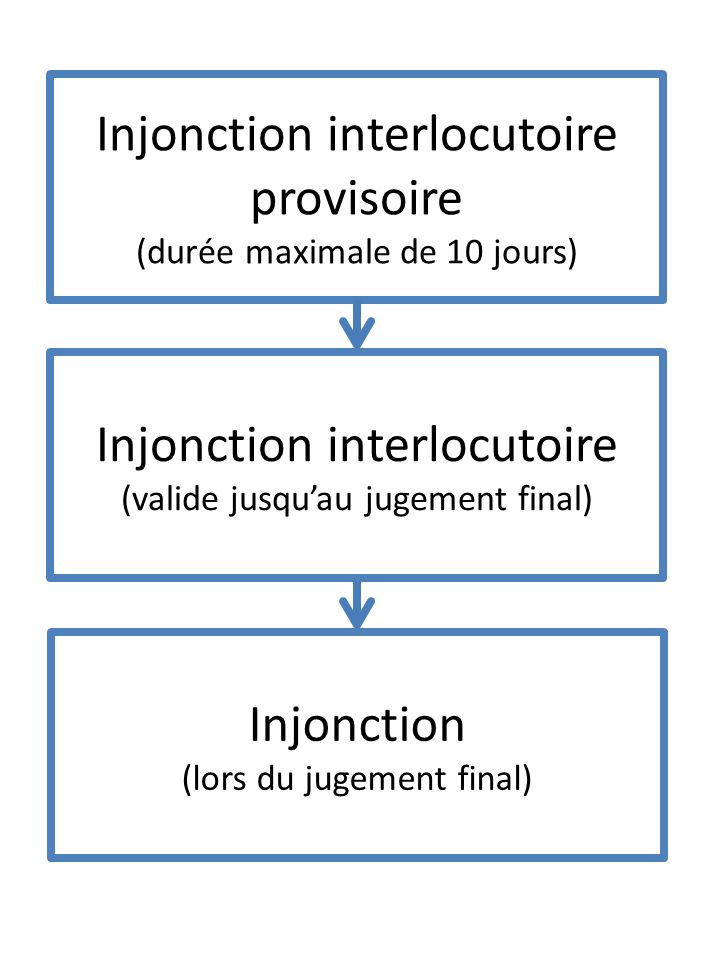
Schéma des différents types d'injonctions en droit québécois

En droit québécois, l'injonction interlocutoire est prévue notamment aux articles 509 et suivants du Code de procédure civile. Elle n'est accordée que si la personne qui la demande peut démontrer : 
1. une apparence de droit,
2. un préjudice irréparable si l'injonction interlocutoire n'est pas accordée,
3. les inconvénients causés à la personne qui la demande sont plus grands que ceux causés au défendeur, et
4. l'urgence de la situation[1].

En raison des délais causés par l'audition d'une injonction interlocutoire, il est possible de présenter une demande d'injonction interlocutoire provisoire, dont l'audition est plus rapide, mais dont la durée est limitée à 10 jours.

#### Ontario
En Ontario, l'injonction interlocutoire est régie par la règle 40 des Règles de procédure civile.

## Référence
1. ↑  Giroux et Rochette 2011, p. 8
2. ↑  Code de procédure civile, art. 510, al. 2.